# Metamorphe Fazies
Die Metamorphe Fazies ist die Einteilung von metamorphen Gesteinen nach den Mineralen, die sich bei den während der Metamorphose herrschenden Druck-Temperatur-Bedingungen bilden können. Gesteine mit bestimmten Mineralen können über diese Bedingungen speziellen tektonischen Umgebungen zugeordnet werden.

## Geschichte
Der Name Fazies wurde zunächst für die Gesamtheit der Ablagerungsbedingungen bei der Bildung von Sedimentgesteinen im Jahr 1838 vom Schweizer Geologen Amanz Gressly geprägt. Entsprechend dieser sedimentären Fazies definierte der finnische Petrologe Pentti Eskola nach einigen entsprechenden Veröffentlichungen zwischen 1910 und 1920 im Jahr 1921 eine Reihe von metamorphen Fazies. Seine Klassifikation wurde in den 1970ern vom neuseeländischen Geologen Francis John Turner weiter verfeinert.

## Definition
Eine Gruppe von metamorphen Gesteinen, deren Auftreten durch typische Mineralvergesellschaftungen charakterisiert sind, die bei unterschiedlicher Protolithzusammensetzung unter nahezu gleichen physikalisch-chemischen Bedingungen kristallisiert sind, heißt „metamorphe Fazies“. Unter „nahezu gleichen physikalisch-chemischen Bedingungen“ seien insbesondere „nahezu gleiche thermodynamische Bedingungen“ (Druck, Temperatur, Abkühlgeschwindigkeit) verstanden, aber auch das gleiche Ausmaß des Gelöstseins bzw. der Abwesenheit von reaktiven Gasen in der Schmelze (sofern vorhanden) ebenso wie der gleiche Metamorphosetyp. (Einzelheiten siehe unten.)

## Grundprinzipien
Die verschiedenen metamorphen Fazies werden durch die mineralogische Zusammensetzung eines Gesteins definiert. Wenn sich Druck oder Temperatur in einem Gesteinskörper ändern, kann dieser in eine andere metamorphe Fazies wechseln, indem einige Mineralparagenesen (= Vergesellschaftungen) instabil oder metastabil werden und sich neue Minerale bilden. Die Umwandlung hängt von verschiedenen Umständen ab, so etwa von der Reaktionskinetik, der Aktivierungsenergie der Reaktion und der Menge an Fluiden, die im Gestein vorhanden sind.
Die Minerale in einem metamorphen Gestein und ihre Altersbeziehungen können an Gesteins-Dünnschliffen im optischen Mikroskop oder im Rasterelektronenmikroskop untersucht werden. Neben der Faziesbezeichnung eines Gesteinskörpers haben sich für die Beschreibung eines metamorphen Gesteins oder eines ganzen Terranes die englischen Abkürzungen für die vorherrschenden Druck- und Temperaturbedingungen eingebürgert. Je nach der Stärke dieser Bedingungen werden die Abkürzungen LT, MT, HT, LP, MP, HP und Kombinationen davon verwendet (Zusammensetzung aus Low, Medium oder High mit Pressure oder Temperature). Seit den 1980ern werden zusätzlich die Abkürzungen UHP (Ultra High Pressure) und UHT (Ultra High Temperature) für Gesteine verwendet, die extremen Druck- oder Temperaturbedingungen ausgesetzt waren.
Welche Minerale bei gegebenen Druck- und Temperaturbedingungen gebildet werden, hängt von der ursprünglichen Zusammensetzung des Protolithen ab, also vom Ausgangsgestein vor der Metamorphose. So haben zum Beispiel Carbonat-Gesteine eine andere mineralogische Zusammensetzung als etwa Basalt-Lava, und ein Metapsammit unterscheidet sich von einem Metapelit. Es bilden sich bei gleichen Metamorphosebedingungen folglich andere Minerale.
Die im Folgenden beschriebenen metamorphen Fazies lassen sich nach den auftretenden Mineralen weiter unterteilen. Die so entstehenden metamorphen Subfazies werden wie die Übergruppen nach den charakteristischen Mineralen benannt. So kann etwa die Grünschiefer-Fazies weiter unterteilt werden in die Quarz-Albit-Muskovit-Chlorit-Subfazies, die Quarz-Albit-Epidot-Biotit-Subfazies oder die Quarz-Albit-Epidot-Almandin-Subfazies.

## Mineral-Paragenesen (= Mineral-Vergesellschaftungen)
Anders als beim Konzept der metamorphen Zonen (Barrow 1893), bei der jede Zone durch charakteristische Minerale (Indexminerale) definiert wird, basiert das Konzept der metamorphen Fazies auf typischen Mineral-Paragenesen, deren Auftreten die Fazies bestimmt.
Beispiele für Indexminerale sind die Al2SiO5- Polymorphen. Bei entsprechendem Gesamtchemismus des Gesteins (Al- und Si-reich) liegen je nach Druck- und Temperaturbedingungen entweder Andalusit, Kyanit (Disthen) oder Sillimanit vor. Andalusit ist stabil bei niedrigem Druck, Kyanit ist stabil bei hohem Druck und relativ niedriger Temperatur und Sillimanit ist stabil bei hoher Temperatur.
Im Gegensatz zu Indexmineralen haben Mineral-Paragenesen kleinere Stabilitätsbereiche. So zeigt beispielsweise die Paragenese Jadeit (NaAlSi2O6) + Quarz einen hohen Druck an, während Jadeit ohne Quarz auch bei niederen Drücken stabil ist. Erschwert wird die genaue Festlegung der metamorphen Fazies dadurch, dass die Indexminerale nicht immer mit bloßem Auge sichtbar sind, sie können sogar ganz fehlen, wenn das Gestein nicht die zu ihrer Bildung nötige chemisch-mineralogische Zusammensetzung aufweist.

## Metamorphe Fazies und ihre Minerale

### Zeolith-Fazies (LP/LT)
Die Zeolith-Fazies ist die metamorphe Fazies mit dem niedrigsten Metamorphosegrad. Sie schließt an das Druck- und Temperaturfeld der Diagenese an und ist nach der Gruppe der Zeolithe benannt, die aus stark hydratisierten Tektosilikaten aufgebaut wird. Charakteristisch für die Zeolith-Fazies sind folgende Minerale:
In metamorphen magmatischen Gesteinen und Grauwacken:
- Heulandit + Analcim + Quarz ± Tonminerale
- Laumontit + Albit + Quarz ± Chlorit

In Metapeliten:
- Muskovit + Chlorit + Albit + Quarz

### Prehnit-Pumpellyit-Fazies (LP/LT)
Die Prehnit-Pumpellyit-Fazies zeugt von etwas höheren Drücken und Temperaturen als die Zeolith-Fazies. Sie ist nach den Mineralen Prehnit (ein Ca-Al-Phyllosilikat) und Pumpellyit (ein Sorosilikat) benannt. Charakteristisch für die Prehnit-Pumpellyit-Fazies sind folgende Minerale:
In metamorphen magmatischen Gesteinen und Grauwacken:
- Prehnit + Pumpellyit + Chlorit + Albit + Quarz
- Pumpellyit + Chlorit + Epidot + Albit + Quarz
- Pumpellyit + Epidot + Stilpnomelan + Muskovit + Albit + Quarz

In Metapeliten:
- Muskovit + Chlorit + Albit + Quarz

### Grünschiefer-Fazies (MP/MT)
Die Grünschiefer-Fazies ist die Fazies von mittleren Drücken und Temperaturen. Ihr Name geht auf die typische schiefrige Textur der Gesteine zurück und auf die grüne Farbe der Minerale Chlorit, Epidot und Aktinolith. Charakteristisch für die Grünschiefer-Fazies sind folgende Minerale:
In Metabasiten:
- Chlorit + Albit + Epidot ± Aktinolith, Quarz, Titanit

In Metagrauwacken:
- Albit + Quarz + Epidot + Muskovit ± Stilpnomelan

In Metapeliten:
- Muskovit + Chlorit + Albit + Quarz
- Chloritoid + Chlorit + Muskovit + Quarz ± Paragonit
- Biotit + Muskovit + Chlorit + Albit + Quarz + Mn-Granat (Spessartin)

In Si-reichen Dolomiten:
- Dolomit + Quarz

### Amphibolit-Fazies (MP/MT-HT)
Die Amphibolit-Fazies ist eine Fazies der mittleren Drücke und durchschnittlichen bis hohen Temperaturen. Die Benennung geht auf das Mineral Amphibol und das zu großen Teilen daraus bestehenden Gestein Amphibolit zurück, das sich bei diesen Bedingungen bildet. Charakteristisch für die Amphibolit-Fazies sind folgende Minerale:
In Metabasiten:
- Hornblende + Plagioklas ± Epidot (nur in der unteren Amphibolit-Fazies), Granat, Cummingtonit, Diopsid, Biotit, Ilmenit

In Metapeliten:
- Muskovit + Biotit + Quarz + Plagioklas ± Granat, Staurolith, Kyanit/Sillimanit

In Si-reichen Dolomiten:
- Dolomit + Calcit + Tremolit ± Talk (niedrigere Drücke und Temperaturen)
- Dolomit + Calcit + Diopsid ± Forsterit (höhere Drücke und Temperaturen)

### Granulit-Fazies (MP/HT)
Die Granulit-Fazies ist die Fazies mit dem höchsten Metamorphosegrad im Feld der mittleren Drücke. Die Tiefe ihres Auftretens unter der Erdoberfläche ist nicht konstant. Ein charakteristisches Mineral dieser Fazies und auch der nachfolgenden Pyroxen-Hornblende-Fazies ist Orthopyroxen. Typisch für die Granulit-Fazies sind folgende Minerale:
In Metabasiten:
- Orthopyroxen + Klinopyroxen + Hornblende + Plagioklas ± Biotit
- Orthopyroxen + Klinopyroxen + Plagioklas ± Quarz
- Klinopyroxen + Plagioklas + Granat ± Orthopyroxen (höherer Druck)

In Metapeliten:
- Granat + Cordierit + Sillimanit + Kalifeldspat + Quarz ± Biotit
- Sapphirin + Orthopyroxen + Kalifeldspat + Quarz ± Osumilith (bei sehr hoher Temperatur)

### Blauschiefer-Fazies (MP-HP/LT)
Die Blauschiefer-Fazies zeigt relativ niedrige Temperaturen, aber hohen Druck an. Diese Bedingungen sind vor allem in Subduktionszonen verwirklicht. Die Fazies ist nach dem schiefrigen Charakter des Gesteins benannt und den blauen Indexmineralen Glaukophan und Lawsonit. Charakteristisch für die Blauschiefer-Fazies sind folgende Minerale:
In Metabasiten:
- Glaukophan + Lawsonit + Chlorit + Sphen ± Epidot ± Phengit ± Paragonit, Omphazit

In Metagrauwacken:
- Quarz + Jadeit + Lawsonit ± Phengit, Glaukophan, Chlorit

In Metapeliten:
- Phengit + Paragonit + Carpholit + Chlorit + Quarz

In Karbonatgesteinen (Marmor):
- Aragonit

### Eklogit-Fazies (HP/HT/UHP)
Die Eklogit-Fazies ist die Fazies der höchsten Drücke und hoher Temperaturen (> 450 °C). Der Name geht auf das Gestein Eklogit zurück, das unter solchen Bedingungen entsteht. Charakteristisch für die Eklogit-Fazies sind folgende Minerale:
In Metabasiten:
- Omphazit + Granat ± Kyanit, Quarz, Hornblende, Zoisit

In Metagranodioriten:
- Quarz + Phengit + Jadeit/Omphazit + Granat

In Metapeliten:
- Phengit + Granat + Kyanit + Chloritoid (Mg-reich) + Quarz
- Phengit + Kyanit + Talk + Quarz ± Jadeit

Ultrahochdruckmetamorphose ist dann gegeben, wenn anstatt Quarz Coesit vorliegt.

### Albit-Epidot-Hornfels-Fazies (LP/LT-MT)
Die Albit-Epidot-Hornfels-Fazies ist eine Fazies bei niedrigem Druck und verhältnismäßig niedriger Temperatur. Sie ist nach Albit und Epidot benannt, obwohl diese Minerale auch in anderen metamorphen Fazies stabil sind. Hornfels ist ein Gestein der Kontaktmetamorphose, ein Prozess, der charakteristischerweise hohe Temperaturen bei niedrigem Druck in geringer Tiefe aufweist. Charakteristisch für die Albit-Epidot-Hornfels-Fazies sind folgende Minerale:
In Metabasiten:
- Albit + Epidot + Actinolit + Chlorit + Quarz

In Metapeliten:
- Muskovit + Biotit + Chlorit + Quarz

### Hornblende-Hornfels-Fazies (LP/MT)
Die Hornblende-Hornfels-Fazies weist die gleichen niedrigen Drücke auf wie die Albit-Epidot-Hornfels-Fazies, zeugt aber von etwas höheren Temperaturen. Obwohl die Fazies nach dem Mineral Hornblende benannt wurde, ist dieses nicht auf die Hornblende-Hornfels-Fazies beschränkt. Charakteristisch für die Hornblende-Hornfels-Fazies sind folgende Minerale:
In Metabasiten:
- Hornblende + Plagioklas ± Diopsid, Anthophyllit/Cummingtonit, Quarz

In Metapeliten:
- Muskovit + Biotit + Andalusit + Cordierit + Quarz + Plagioklas

In K2O-armen Metasedimenten oder metamorphen magmatischen Gesteinen:
- Cordierit + Anthophyllit + Biotit + Plagioklas + Quarz

In Si-reichen Dolomiten:
- Dolomit + Calcit + Tremolit ± Talk

### Pyroxen-Hornfels-Fazies (LP/MT-HT)
Die Pyroxen-Hornfels-Fazies ist ebenfalls eine Fazies der Kontaktmetamorphose und weist unter den Vertretern dieser Metamorphoseart zusammen mit der Sanidinit-Fazies die höchsten Temperaturen auf. Sie wird wie die Granulit-Fazies durch das Mineral Orthopyroxen gekennzeichnet. Charakteristisch für die Pyroxen-Hornfels-Fazies sind folgende Minerale:
In Metabasiten:
- Orthopyroxen + Clinopyroxen + Plagioklas ± Olivin oder Quarz

In Metapeliten:
- Cordierit + Quarz + Sillimanit + K-Feldspat (Orthoklas) ± Biotit
- Cordierit + Orthopyroxen + Plagioklas ± Granat, Spinell

In Karbonatgesteinen:
- Calcit + Forsterit ± Diopsid, Periklas
- Diopsid + Grossular + Wollastonit ± Vesuvianit

### Sanidinit-Fazies (LP/HT)
Die Sanidinit-Fazies ist eine seltene Fazies der extrem hohen Temperaturen und niedrigen Drücke, die nur bei ganz besonderen Bedingungen bei der Kontaktmetamorphose auftritt. Aufgrund der hohen Temperaturen schmilzt das Gestein teilweise und es kommt zur Bildung von Glas. Die Fazies ist nach dem Mineral Sanidin, das charakteristisch für das danach benannte Gestein Sanidinit ist. Charakteristisch für die Sanidinit-Fazies sind folgende Minerale:
In Metapeliten:
- Cordierit + Mullit + Sanidin + Tridymit (oft in Quarz umgewandelt) + Glas

In Carbonaten:
- Wollastonit + Anorthit + Diopsid
- Monticellit + Melilith ± Calcit, Diopsid (auch Tilleyit, Spurrit, Merwinit, Larnit, Wadalit, Chlormayenit, Fluormayenit und andere seltene Ca- oder Ca-Mg-Silikate.)